# 引野村
引野村（ひきのむら）は、かつて広島県深安郡にあった村。現在の福山市の地名（引野町）として残っている。

## 歴史
古代より栄えた地域で江戸時代に備後福山藩により行われた干拓事業が行われるまでは丘陵部は瀬戸内海に突き出した半島であった。
古いものでは長崎古墳や宅部貝塚が存在し、中世には深津湾を往来する船を取り締まる出城も多く築かれた。また不動里という小字名が残るがここには平安時代に不動倉と呼ばれる米の貯蔵庫があったとされる。戦国時代までは様々な武将が割拠し非常に重要な場所であったことを物語る。
- 1889年（明治22年）4月1日 - 町村制の施行により深津郡引野村が発足。
- 1898年（明治31年）10月1日 - 郡制の施行のため所属が深安郡となる。
- 1956年（昭和31年）9月30日 - 深安郡市村・千田村・御幸村、沼隈郡鞆町・水呑町および津之郷村・赤坂村・瀬戸村・熊野村とともに福山市へ編入し、引野村が廃止される。